# Palmaria palmata
Palmaria palmata és una espècie d'alga vermella de la família Palmiriaceae. Creix a la part nord de l'oceà Atlàntic i del Pacífic. Ha estat una font important de fibra dietètica i considerat també un aliment de fam. Es segueix consumint a la gastronomia d'Irlanda.

## Història
El primer registre escrit és del monjos de St. Columba que la recollien ja fa 1.400 anys.

## Descripció
S'enganxa a altres algues del gènere Laminaria o bé a les roques. La seva làmina foliosa fa uns 50 cm de llargada i de 3 a 8 cm d'amplada.
És similar a l'alga Dilsea carnosa, però les fulles de Dilsea són més coriàcies.

## Ecologia
P. palmata es pot trobar en zones des de la marea mitjana a la zona entre marees a 20 m de fondària o més en llocs ben protegits.